# Darren Barker
Darren Barker (* 19. Mai 1982 in London) ist ein ehemaliger britischer Profiboxer und ehemaliger Weltmeister der IBF im Mittelgewicht.

## Amateurkarriere
Als Amateur siegte er in 55 von 68 Kämpfen und ist Gewinner internationaler Turniere, darunter dem 52. Bocskai Turnier 2002 im ungarischen Debrecen. Im August 2002 gewann er zudem die Goldmedaille im Halbweltergewicht, bei den 17. Commonwealth Games in Manchester. Er setzte sich dabei gegen die später erfolgreichen Profis Paul McCloskey aus Irland, Sheldon Rudolph aus Jamaika, Emmanuel Lartey aus Ghana, Davidson Emenogu aus Nigeria und Mohammed Kayongo aus Uganda durch. Bei einem Länderkampf gegen die USA im November desselben Jahres, verlor er nur knapp gegen Timothy Bradley mit 13:16.
Im Juni 2003 nahm er an den 1. EU-Meisterschaften im französischen Straßburg teil, wo er jedoch im Viertelfinale gegen den amtierenden Europameister Bülent Ulusoy aus der Türkei nach Punkten unterlag. Im Juli startete er im Weltergewicht bei den 12. Weltmeisterschaften in Bangkok, wo er sich in der Vorrunde gegen Kōji Satō aus Japan und im Achtelfinale gegen Kwanele Zulu aus Südafrika durchsetzte. Im anschließenden Viertelfinalkampf verlor er gegen Andre Berto aus den USA knapp mit 22:24.
Im Februar 2004 folgte noch seine Teilnahme bei den 35. Europameisterschaften in Pula, wo er sich im Achtelfinale des Mittelgewichts gegen Andy Lee aus Irland geschlagen geben musste.

## Profikarriere
Noch im September 2004 gab er sein Profidebüt und blieb über sieben Jahre unbesiegt. Im November 2007 gewann er den von Howard Eastman niedergelegten Commonwealth-Meistergürtel im Mittelgewicht, durch einen deutlichen Punktesieg gegen den ungeschlagenen Australier Ben Crampton (20-0). Im Februar 2008 setzte er sich überlegen gegen Steven Bendall (28-3) durch, nachdem dieser in der siebenten Runde verletzungsbedingt aus dem Kampf genommen werden musste. Nach einem einstimmigen Punkteurteil gegen Larry Sharpe (22-4), verteidigte er seinen Titel noch jeweils vorzeitig gegen Jason McKay (20-2) und Darren McDermott (16-1).
Anschließend hätte er gegen Matthew Macklin um die Britische Meisterschaft boxen sollen, jedoch legte Macklin den Titel nieder, um sich auf die Europameisterschaft vorzubereiten. Stattdessen sollte er nun gegen Wayne Elcock um den vakanten Titel antreten, doch auch dieser zog sich kurz vor Kampftermin zurück. Letztlich kämpfte er im November 2009 gegen Danny Butler (18-2) um den Titel und besiegte diesen durch TKO in der siebenten Runde.
Gleich in seinem nächsten Kampf am 9. April 2010, siegte er einstimmig nach Punkten gegen den französischen Rechtsausleger Affif Belghecham (19-4) und gewann somit auch noch die Europameisterschaft (EBU) im Mittelgewicht. Nach einer verletzungsbedingten Auszeit von einem Jahr, sicherte er sich am 30. April 2011 erneut die Europameisterschaft durch einen Punktesieg gegen Domenico Spada (32-3).
Am 1. Oktober 2011 boxte er in Atlantic City gegen den Weltranglisten-Ersten Sergio Martínez (47-2), dem er nach guter Vorstellung schließlich durch K. o. in der elften Runde unterlag. Im Dezember 2012 gewann er die Interkontinentale Meisterschaft der IBF durch technischen K. o. in der vierten Runde gegen Ex-Europameister Kerry Hope (18-4). Im März 2013 gewann er zudem vorzeitig gegen Simone Rotolo (35-3) aus Italien, nachdem dieser den Kampf in der vierten Runde aufgab.
Am 17. August 2013 bekam er bei seinem zweiten Auftritt in Atlantic City die Chance, um die IBF-Weltmeisterschaft im Mittelgewicht anzutreten. Er boxte dabei gegen den starken australischen Titelträger Daniel Geale (29-1), der vom Ring Magazine auf Platz 2 der Weltrangliste hinter Sergio Martínez geführt wurde. Barker musste in dem Duell in der sechsten Runde nach einem Leberhaken zu Boden und erlitt darüber hinaus eine Cutverletzung am linken Auge, gewann den Kampf jedoch am Ende knapp nach Punkten.
Am 7. Dezember 2013 bestritt er seine erste Titelverteidigung und boxte dabei in Stuttgart gegen Felix Sturm (38-3). Schon in der zweiten Runde ging Barker zweimal zu Boden, ehe sein Trainer das Handtuch warf und Darren Barker seinen Weltmeistertitel somit durch technischen K. o. verlor.
Nach der Niederlage gegen Felix Sturm erklärte Barker seinen Rücktritt.